# César Arzo Amposta
César Arzo Amposta (Vila-real, 26 de gener de 1986) és un exfutbolista que jugava en la posició de defensa. El seu darrer equip fou el Gimnàstic de Tarragona. Ha jugat amb totes les categories inferiors de la selecció de futbol d'Espanya menys l'absoluta.

## Clubs
| Club                 | País    | Any       |
| -------------------- | ------- | --------- |
| Vila-real CF B       | Espanya | 2002-2003 |
| Vila-real CF         | Espanya | 2003-2006 |
| Recreativo de Huelva | Espanya | 2006-2007 |
| Reial Múrcia         | Espanya | 2007-2008 |
| Recreativo de Huelva | Espanya | 2008-2009 |
| Reial Valladolid     | Espanya | 2009-2011 |
| KAA Gent             | Bèlgica | 2011-     |